# Giro del Veneto 1953
Il Giro del Veneto 1953, ventiseiesima edizione della corsa, si svolse il 13 settembre 1953 su un percorso di 267 km. La vittoria fu appannaggio dell'italiano Fiorenzo Magni, che completò il percorso in 8h16'44", precedendo i connazionali Luciano Maggini e Aldo Zuliani.

## Ordine d'arrivo (Top 10)
| Pos. | Corridore        | Squadra          | Tempo    |
| ---- | ---------------- | ---------------- | -------- |
| 1    | Fiorenzo Magni   | Ganna-Ursus      | 8h16'44" |
| 2    | Luciano Maggini  | Atala            | s.t.     |
| 3    | Aldo Zuliani     | Bottecchia       | a 1'56"  |
| 4    | Primo Volpi      | Arbos-Bif-Welter | s.t.     |
| 5    | Giovanni Roma    | Bottecchia       | a 3'56"  |
| 6    | Alfredo Martini  | Welter           | s.t.     |
| 7    | Giuseppe Minardi | Legnano          | s.t.     |
| 8    | Silvio Pedroni   | Ganna-Ursus      | s.t.     |
| 9    | Lido Sartini     | Lygie            | s.t.     |
| 10   | Rinaldo Moresco  | Arbos-Bif-Welter | s.t.     |